# Barges (Alto Saona)
 Barges  es una población y comuna francesa, situada en la región de Franco Condado, departamento de Alto Saona, en el distrito de Vesoul y cantón de Jussey.

## Demografía
| 148 | 117 | 107 | 106 | 81 | 91 | 110 |
| Para los censos de 1962 a 1999 la población legal corresponde a la población sin duplicidades (Fuente: INSEE [Consultar]) |     |     |     |    |    |     |